# Roberto Carlos Sosa
Roberto Carlos Sosa est un joueur de football argentin, est né le 24 janvier 1975 à Buenos Aires. Il évolue au poste d'attaquant puis devient entraineur.

## Biographie
Jusqu'à la saison 2007/2008, il évolue au Napoli, club avec lequel il connaît deux montées successives, de la Serie C à la Serie B et de la Série B à la Serie A. 
El Pampa de son surnom reçoit d'ailleurs un vibrant hommage de la part du président De Laurentiis et de l'ensemble des supporters napolitains à l'occasion du dernier match de la saison au San Paolo contre le Milan AC.

## Parcours
| Saison      | Club         | Pays      | Championnat         |
| ----------- | ------------ | --------- | ------------------- |
| 1995 - 1996 | Gimnasia LP  | Argentine | 9 matchs / 5 buts   |
| 1996 - 1997 | Gimnasia LP  | Argentine | 36 matchs / 4 buts  |
| 1997 - 1998 | Gimnasia LP  | Argentine | 38 matchs / 28 buts |
| 1998 - 1999 | Udinese      | Italie    | 27 matchs / 11 buts |
| 1999 - 2000 | Udinese      | Italie    | 30 matchs / 6 buts  |
| 2000 - 2001 | Udinese      | Italie    | 29 matchs / 15 buts |
| 2001 - 2002 | Udinese      | Italie    | 15 matchs / 2 buts  |
| 2002 - 2003 | Boca Juniors | Argentine | 7 matchs / 0 but    |
| 2002 - 2003 | Gimnasia LP  | Argentine | 15 matchs / 2 buts  |
| 2003 - 2004 | Ascoli       | Italie    | 17 matchs / 4 buts  |
| 2003 - 2004 | Messine      | Italie    | 21 matchs / 5 buts  |
| 2004 - 2005 | SSC Naples   | Italie    | 25 matchs / 10 buts |
| 2005 - 2006 | SSC Naples   | Italie    | 35 matchs / 8 buts  |
| 2006 - 2007 | SSC Naples   | Italie    | 32 matchs / 6 buts  |
| 2007 - 2008 | SSC Naples   | Italie    | 30 matchs / 6 buts  |
| 2008 - 2009 | Gimnasia LP  | Argentine | 26 matchs / 2 buts  |
| 2009 - 2010 | Gimnasia LP  | Argentine | 4 matchs / 0 but    |